# Sortis de route
Pour plus de détails, voir Fiche technique et Distribution.
Sortis de route est un film français réalisé par Gilbert Roussel, sorti en 1989.

## Synopsis
Une famille française part en voiture au Maroc pour les vacances. Soudain, la voiture dérape dans le fossé... Teddy, 12 ans, Barbara, 5 ans, et le chien Vicky sortent indemnes de l'accident. Dans ce pays inconnu où tout leur semble hostile, les enfants prennent peur. Teddy se sent brusquement responsable de sa petite soeur et de son chien et ils décident de partir. Ils vont vivre une semaine d'aventures riche en enseignements et en découvertes.

## Fiche technique
- Titre : Sortis de route[1]
- Réalisation : Gilbert Roussel
- Scénario : Gilbert Roussel
- Musique : Jean-Félix Lalanne
- Assistant réalisateur : Michel Duchezeau
- Directeur de la photo : Gérard Simon
- Montage : Charlotte Fauvel
- Production : Gilbert Roussel, Ladislao Conti
- Société(s) de production : Alcinter, Cherokee Productions
- Pays de production :  France
- Format : couleurs
- Genre : aventure
- Durée : 93 minutes
- Date de sortie : 8 août 1989

## Distribution
- Nicolas Corso : Teddy
- Marie Cabanis : Barbara
- Marie-Pierre Casey : Hortense
- France Anglade : la mère
- Bruno Pradal : le père
- Jacques Chailleux : Jacky
- Pierre Gaziello : le commissaire
- Amine Alami : Larsen
- Mohamed Ziani : le père de Larsen
- Étienne Rouot : Gaël
- Abdessamad Dinia : le berger
- Larbi Ben Bella : l'adjoint du commissaire
- Hamza Choufani : le commissaire à Agadir
- Abdel Kader Belbachi : le policier
- Mokhtar Agnaou : l'adolescent à Ouarzazate